# Тумиати, Гуальтьеро
Гуальтьеро Тумиати (итал. Gualtiero Tumiati; 8 мая 1876, Феррара — 23 апреля 1971, Рим) — итальянский театральный деятель, актёр, режиссёр, педагог.

## Биография
Сын известного юриста. Брат писателя Коррадо и драматурга Доменико Тумиати. Дядя Франческо Тумиати, героя-антифашиста.
Изучал право во Флоренции, некоторое время работал юристом в фирме своего отца. Посещал курсы актёрского мастерства. Дебютировал, как актёр в возрасте около тридцати лет, играл в местных театральных труппах.
Вместе со своей женой, актрисой и художницей Берил Хайт, в 1928 году основал «Sala Azzurra» («Голубая комната»), один из первых авангардных театров Италии.
В 1936—1937 годах преподавал актёрское мастерство в Академии драматического искусства в Риме. В 1940 году руководил Академией любительской драматургии в Милане, где его учениками были Джорджо Стрелер и Паоло Гросси.
Последние десять лет своей жизни был слепым.
С 1935 по 1956 года снялся в 37 фильмах.

## Избранная фильмография
- 1956 — Война и мир — Граф Кирилл Безухов (нет в титрах)
- 1954 — Странствия Одиссея — Лаэрт
- 1954 — Трагедия Риголетто
- 1954 — Граф Монте-Кристо — аббат Фариа (дублирует Владимир Емельянов)
- 1953 — Корабль проклятых женщин — Пьетро Силварис
- 1952 — Процесс над городом — главный прокурор
- 1952 — Приключения Мандрена — принц Гуидо
- 1952 — Мы грешники
- 1952 — Мечта о Зорро
- 1952 — Маленький мир Дона Камилло
- 1952 — Три корсара — граф Вентимилья
- 1951 — Ничьи дети — дон Деметрио
- 1951 — Запрещённый Христос — отец Бруно
- 1950 — Сердца над морем — адмирал Сильвестри, дед Паоло
- 1950 — Эдера
- 1948 — Человек в серых перчатках
- 1947 — Пассаторе — отец Стефано
- 1947 — Капитанская дочка — Андрей Гринёв, отец Петруши Гринева
- 1947 — Евгения Гранде — отец Евгении
- 1942 — Маломбра — граф Чезаре д’Орменго
- 1935 — Девушка из Неаполя — Никколо Паганини